# Hidetoshi Nishijima
Pour les articles homonymes, voir Nishijima.
Hidetoshi Nishijima (西島 秀俊, Nishijima Hidetoshi), né le 29 mars 1971 est un acteur japonais. 

## Biographie
Hidetoshi Nishijima est la vedette du film License to Live de Kiyoshi Kurosawa en 1998. Il partage la vedette avec Miho Kanno dans Dolls de Takeshi Kitano en 2002. Il reçoit le prix du meilleur second rôle au festival du film de Yokohama en 2008.
Dans le film Cut d'Amir Naderi en 2011, il tient le premier rôle, décrit par Chris Cabin du Slant Magazine comme « le cinéphile le plus prétentieux et frustré jamais représenté dans un film ». Sa performance dans le film est saluée par Dan Fainaru du Screen International comme « douloureusement mémorable ».
Il apparaît également dans des films tels que Canary d'Akihiko Shiota et Loft de Kiyoshi Kurosawa en 2005.
En 2021, il joue le rôle principal dans le film Drive My Car de Ryūsuke Hamaguchi où il incarne un acteur et metteur en scène de théâtre.

## Filmographie

### Cinéma
- 1994 : Ghost Pub (居酒屋ゆうれい, Izakaya yūrei?) de Takayoshi Watanabe (ja) : Koichi
- 1995 : Marks no Yama : Mori
- 1995 : Kura (蔵?) de Yasuo Furuhata : Ryota Takeda
- 1997 : 2/Duo de Nobuhiro Suwa : Kei
- 1998 : License to Live (ニンゲン合格, Ningen gōkaku) de Kiyoshi Kurosawa
- 2000 : Love/Juice de Kaze Shindō : Sakamoto
- 2001 : Sekai no Owari to Iu Na no Zakkaten
- 2002 : Dolls de Takeshi Kitano : Matsumoto
- 2002 : Tokyo.sora
- 2002 : Last Scene
- 2004 : Casshern : lieutenant colonel Kamijo
- 2004 : Tony Takitani : narrateur (voix)
- 2004 : The Cat Leaves Home
- 2004 : Kikyo
- 2004 : Angel in the Box
- 2005 : La Maison de Himiko (メゾン・ド・ヒミコ, Mezon do himiko?) d'Isshin Inudō : Hosokawa
- 2005 : Sayonara Midori-chan
- 2005 : Su-ki-da : Yosuke
- 2005 : Loft (ロフト, Rofuto) de Kiyoshi Kurosawa : Koichi Kijima
- 2005 : Canary
- 2006 : Oh! Oku : Shingoro Ikushima
- 2007 : Freesia: Bullet Over Tears : Toshio Iwasaki
- 2007 : Pacchigi! Love & Peace
- 2007 : Shindo
- 2008 : Tonan Kadobeya Nikai no Onna : Takashi Nogami
- 2009 : Kanikōsen : Asakawa
- 2009 : Zero Focus
- 2010 : Sayonara Itsuka : Yutaka
- 2011 : Cut : Shuji
- 2012 : Seiji: Riku no Sakana : Seiji
- 2012 : Memories Corner
- 2013 : Strawberry Night : Kazuo Kikuta
- 2016 : Creepy de Kiyoshi Kurosawa : Takakura
- 2017 : The Last Recipe : Naotaro Yamagata
- 2018 : Samurai's Promise : Uneme Sakakibara
- 2018 : Ningyo no Nemuru Ie : Kazuaki Harima
- 2018 : Oz Land : Yoshido Ozuka
- 2019 : Kuubo Ibuki : Ryota Akitsu
- 2019 : Ninkyo Gakuen : Seiji Himura
- 2020 : Kaze no denwa : Morio
- 2021: Drive My Car de Ryusuke Hamaguchi : Yūsuke Kafuku
- 2022 : Shin Ultraman : Kimio Tamura
- 2023 : Kubi : Akechi Mitsuhide
- 2024 : La Voie du serpent (蛇の道, Hebi no michi?) de Kiyoshi Kurosawa : Yoshimura
- 2026 : Her Private Hell de Nicolas Winding Refn

### Télévision
- 1993 : Asunaro Hakusho
- 1997 : Mōri Motonari
- 2006 : Unfair
- 2009 : Real Clothes
- 2010 : General Rouge no Gaisen
- 2011 : School
- 2011 : Boku to Star no 99 Nichi
- 2012 : Strawberry Night
- 2013 : Yae no sakura
- 2022 : Kamen Rider Black Sun : Kōtarō Minami/Kamen Rider Black Sun[8]
- 2024 : Sunny : Masa Sakamoto, le mari de Suzie